# Sac de Madère
Le Sac de Madère est un raid naval opéré par les corsaires algériens en 1617 sur l'île de Madère, possession portugaise. Selon les sources, les raids semblent aussi concerner l'île de Porto Santo qui se situe à 43 km au nord-est de l'île de Madère, qui fait partie de l'archipel de Madère.

## Histoire
La flotte algéroise se perfectionne grâce au Morisques qui permettent l'introduction de grands voiliers et de navires à pont en lieu et places des habituelles galères à rame. La flotte d'Alger comprend alors 70 vaisseaux dont deux escadres vont franchir le détroit de Gibraltar : une va vers Madère et l'autre vers le cap Santa-Maria, entre Lisbonne et Séville, sur la route des Indes et des Amériques.
L'escadre qui attaqua l'archipel Madère était composée de huit vaisseaux et 800 hommes. Les corsaires algériens possèdent une base au Cap Vert depuis laquelle ils pratiquent le corso en Atlantique. En 1617, ils procèdent au sac de Madère. Ils pillent l'île de fond en comble dont les cloches des églises de l'île. Ils font également des centaines de prisonniers.